# ردهة (كشر)

تعديل مصدري - تعديل

ردهة هي إحدى قرى عزلة الحماريين بمديرية كشر التابعة لمحافظة حجة، بلغ تعداد سكانها 104 نسمة حسب تعداد اليمن لعام 2004.